# 明天，美食廣場見。
《明天，美食廣場見。》是最初於2019年10月24日在 X上發布、2020年開始連載於《Comic Newtype》的校園漫畫，由成家慎一郎繪製。

## 劇情介紹
和田和山本這兩人有一個共同點：都是獨來獨往的人。她們看起來很難溝通相處，所以周圍的人都對她們敬而遠之。兩人相識已久，卻鮮少交談。然而，初三那年，山本主動聯繫了和田，當時和田與朋友吵架後心情低落，兩人便開始交談。即使後來他們升入了不同的高中，兩人仍然約定放學後在車站附近購物中心的美食廣場見面。兩人在美食廣場上互相直呼姓氏，閒聊時也吐露真心，並發生衝突，友誼也因此加深。

## 登場人物

### 主要人物
和田（聲：宮崎日和）
她是一個感情豐富、學習不太好的普通女高中生。外表看起來很安靜，有點陰鬱。
山本（聲：青山吉能）
有著一頭金色長捲髮、黝黑的皮膚和豐滿的胸部。酷似辣妹的女高中生，但她同時也是個認真努力的女孩。冷靜、聰明，也很關心家人。
齊藤（聲：早見沙織）
和田的同班同學，她到學校後會花很長時間化妝。
艾貝爾公爵（聲：福山潤）
社交遊戲中的角色。
瀧澤（聲：松岡禎丞）
和田小學時的男同學。
山田（聲：日高里菜）
一個與和田長得極為相似的高中女生。

## 出版書籍
| 卷數 | KADOKAWA      | KADOKAWA               | 三日月書版    | 三日月書版                           |
| 卷數 | 發售日期      | ISBN                   | 發售日期      | ISBN                                 |
| ---- | ------------- | ---------------------- | ------------- | ------------------------------------ |
| 1    | 2021年3月10日 | ISBN 978-4-041-09892-9 | 2025年4月30日 | ISBN 978-6-267-39162-4（首刷限定版） |
| 2    | 2025年3月31日 | ISBN 978-4-041-14803-7 |               |                                      |

## 電視動畫
2024年12月13日，宣佈動畫化，並於2025年7月至8月播出。

### 製作人員
- 原作：成家慎一郎（日语：成家慎一郎）
- 導演：古賀一臣（日语：古賀一臣）
- 劇本統籌：花田十輝
- 人物設定、總作畫監督：坂井久太
- 音樂：
- 音樂製作：KADOKAWA
- 音響監督：明田川仁
- 音響製作：マジックカプセル（日语：マジックカプセル）
- 動畫製作：Atelier Pontdarc[9]

### 主題曲
片頭曲
演唱、編曲：おいしくるメロンパン，作詞、作曲：
片尾曲
演唱：和田（宮崎日和）、山本（青山吉能），作詞、作曲、編曲：三吉啟太

### 各话列表
| 话数  | 标题                    | 分镜               | 演出     | 作画监督                                                                          | 首播日期      |
| ----- | ----------------------- | ------------------ | -------- | --------------------------------------------------------------------------------- | ------------- |
| 第1话 | 和田1234                | 古賀一臣、坂井久太 | 古賀一臣 | 坂井久太                                                                          | 2025年 7月7日 |
| 第1话 | 納斯卡線 外星人         | 古賀一臣、坂井久太 | 古賀一臣 | 坂井久太                                                                          | 2025年 7月7日 |
| 第1话 | 安劑慰                  | 古賀一臣、坂井久太 | 古賀一臣 | 坂井久太                                                                          | 2025年 7月7日 |
| 第1话 | 改變吧 在妳被迫改變之前 | 古賀一臣、坂井久太 | 古賀一臣 | 坂井久太                                                                          | 2025年 7月7日 |
| 第2话 | 確率機                  | 川村賢一           | 川村賢一 | 坂井久太、Sim Jin-jin、Jeon Da-hyun、leesol、NA Yae-bin、Sao Soo-min、Kang Min-ji | 7月14日       |
| 第2话 | 單球雙倍量              | 川村賢一           | 川村賢一 | 坂井久太、Sim Jin-jin、Jeon Da-hyun、leesol、NA Yae-bin、Sao Soo-min、Kang Min-ji | 7月14日       |
| 第2话 | 夢中劇                  | 川村賢一           | 川村賢一 | 坂井久太、Sim Jin-jin、Jeon Da-hyun、leesol、NA Yae-bin、Sao Soo-min、Kang Min-ji | 7月14日       |
| 第2话 | 為了與狗相遇            | 川村賢一           | 川村賢一 | 坂井久太、Sim Jin-jin、Jeon Da-hyun、leesol、NA Yae-bin、Sao Soo-min、Kang Min-ji | 7月14日       |
| 第3话 | 乳力                    | 中川聰             | 中川聰   | 加野晃、Sim Jin-jin、坂井久太、Kim Ran-yeon、Park Song-hwa                        | 7月21日       |
| 第3话 | NAOKIN                  | 中川聰             | 中川聰   | 加野晃、Sim Jin-jin、坂井久太、Kim Ran-yeon、Park Song-hwa                        | 7月21日       |
| 第3话 | 姊妹                    | 中川聰             | 中川聰   | 加野晃、Sim Jin-jin、坂井久太、Kim Ran-yeon、Park Song-hwa                        | 7月21日       |
| 第3话 | 十月二十一日            | 中川聰             | 中川聰   | 加野晃、Sim Jin-jin、坂井久太、Kim Ran-yeon、Park Song-hwa                        | 7月21日       |
| 第4话 | 焦糖彩帶                | 川村賢一           | 今泉龍太 | 村田幸也                                                                          | 7月28日       |
| 第4话 | 雖然我要走另一邊        | 川村賢一           | 今泉龍太 | 村田幸也                                                                          | 7月28日       |
| 第4话 | 但沒有臭味              | 川村賢一           | 今泉龍太 | 村田幸也                                                                          | 7月28日       |
| 第4话 | 普通的和田              | 川村賢一           | 今泉龍太 | 村田幸也                                                                          | 7月28日       |
| 第5话 | SSR                     | 中川聰             | 今泉龍太 | 寺尾憲治、Sim Jin-jin、Kang Min-Ji、坂井久太、Han Eun-ji                          | 8月4日        |
| 第5话 | 好煩                    | 中川聰             | 今泉龍太 | 寺尾憲治、Sim Jin-jin、Kang Min-Ji、坂井久太、Han Eun-ji                          | 8月4日        |
| 第5话 | 荒濱海水浴場            | 中川聰             | 今泉龍太 | 寺尾憲治、Sim Jin-jin、Kang Min-Ji、坂井久太、Han Eun-ji                          | 8月4日        |
| 第6话 | 蘭迪                    | 川村賢一           | 川村賢一 | 高橋初澄、村田幸也、Kang Min-ji、Cho Ah-yeon、Sim Jin-jin、今泉龍太、坂井久太     | 8月11日       |
| 第6话 | 大猩猩膠帶              | 川村賢一           | 川村賢一 | 高橋初澄、村田幸也、Kang Min-ji、Cho Ah-yeon、Sim Jin-jin、今泉龍太、坂井久太     | 8月11日       |
| 第6话 | 厄介                    | 川村賢一           | 川村賢一 | 高橋初澄、村田幸也、Kang Min-ji、Cho Ah-yeon、Sim Jin-jin、今泉龍太、坂井久太     | 8月11日       |
| 第6话 | 明天，美食廣場見。      | 川村賢一           | 川村賢一 | 高橋初澄、村田幸也、Kang Min-ji、Cho Ah-yeon、Sim Jin-jin、今泉龍太、坂井久太     | 8月11日       |

### BD
| 卷數 | 發售日期           | 收錄話數 | 規格編號   |
| ---- | ------------------ | -------- | ---------- |
| BOX  | 2025年10月29日預定 | #1—#6    | ZMAZ-18551 |

## 外部連結
- Comic Walker-漫畫（日語）
- 動畫官網（日語）
- 明天，美食廣場見。的X（前Twitter）